# ریکاردو خواکین دوراند

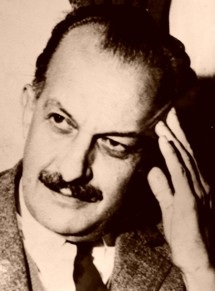

ریکاردو خواکین دوراند (سالتا، ۸ آوریل ۱۹۱۶–۳ ژوئیه ۱۹۸۲) وکیل و سیاستمدار آرژانتینی که بین سال‌های ۱۹۵۲ و ۱۹۵۵، در دوره دوم ریاست جمهوری خوان ساندی پرون، فرماندار استان سالتا بود. او از دوران جوانی به اتحادیه مدنی رادیکال وابسته بود و بعدها به دولت انقلاب ۱۹۴۳ پیوست. از انتخاب خوان دومینگو پرون به عنوان رئیس‌جمهور حمایت کرد. پدر ریکاردو، آلبرتو دوراند، یک سناتور ملی بود.